# تان نينغ
تان نينغ هو لاعب كرة قدم صيني في مركز حراسة المرمى، ولد في 28 مايو 1990 في نانجينغ في الصين. لعب مع غوانغجو إفرغراند تاوباو.